# The Ten Commandments (musikalbum)
The Ten Commandments är det amerikanska death metal-bandet Malevolent Creations debutalbum, som gavs ut den 9 april 1991 av Roadrunner Records.

## Låtförteckning
Sida A
1. "Memorial Arrangements" – 02:36
2. "Premature Burial" – 03:17
3. "Remnants of Withered Decay" – 03:54
4. "Multiple Stab Wounds" – 03:34
5. "Impaled Existence" – 03:27

Sida B
1. "Thou Shall Kill!" – 04:30
2. "Sacrificial Annihilation" – 03:24
3. "Decadence Within" – 04:21
4. "Injected Sufferage" – 03:40
5. "Malevolent Creation" – 05:29

## Medverkande
Malevolent Creation
- Brett Hoffman – sång
- Jason Blachowitzs – basgitarr, logotyp
- Phil Fasciana – gitarr
- Jeff Juszkiewicz – sologitarr, logotyp
- Mark Simpson – trummor

Andra medverkande
- Scott Burns – ljudtekniker, mixning, producent
- Tim Hubbard – foto
- Dan Seagrave – omslagsdesign